# Randy Quaid
Randall Rudy Quaid, poznat kao Randy Quaid (Houston, 1. listopada 1950.) je američki filmski glumac. Bio je nominiran za nagradu Zlatni globus, BAFTA nagradu i Oscara za ulogu u filmu The Last Detail. Quaid je također osvojio Zlatni globus i bio nominiran za nagradu Emmy za portret SAD predsjednika Lyndona Johnsona u LBJ: The Early Years. Quaid je dobro poznat po svojim ulogama u filmovima Najluđi godišnji odmor, Brokeback Mountain, Dan neovisnosti i Kralj svih glavonja. Quaid je stariji brat poznatog američkog glumca Dennisa Quaida.

## Vanjske poveznice
- IMDb  Randy Quaid na IMDb-u ((en))
- Randy Quaid  Arhivirana inačica izvorne stranice od 24. srpnja 2013. (Wayback Machine) na Internet Off-Broadway Database
- WCBS Newsradio article — Randy Quaid drops lawsuit over "Brokeback Mountain" pay. Inačica izvorne stranice arhivirana 11. studenoga 2006. Pristupljeno 29. studenoga 2006.
- January 2011 Vanity Fair profile
- Randy Quaid at Emmys.com